# El cuarteador (tango)
El cuarteador es un tango de 1941 cuya música y  letra pertenecen al compositor argentino Enrique Cadícamo. Ese mismo año lo grabó Francisco Fiorentino en la orquesta de Aníbal Troilo y al año siguiente lo registró Ángel Vargas con la orquesta de Ángel D'Agostino. El título y la letra se refieren a un antiguo oficio que existía en Buenos Aires y Montevideo.

## El autor
Enrique Cadícamo (Luján, Provincia de Buenos Aires, 15 de julio de 1900 - 3 de diciembre de 1999) fue un poeta, autor de la letra de numerosos tangos, algunos de los cuales son considerados clásicos del género. Muy conocedor de la poesía de todos los tiempos, supo cantarle a los distintos aspectos de la vida y tanto el lunfardo como la poesía de alto vuelo. Entre sus obras se destacan, entre otros, Los mareados, Anclao en París, Nostalgias, Muñeca Brava y Shusheta.

## La letra
La letra alude al oficio que existía en las ciudades como Buenos Aires o Montevideo, cuando todavía había calles sin asfaltar y el cuarteador era hábil para  desatascar con la ayuda de sus caballos a los carros que estaban  atrapados en el barro o que no lograban subir una barranca por las calles empinadas. El nombre cuarteador se debe a que la tarea se hacía con el lazo auxiliar que se llamaba cuarta aludiendo a las cuatro partes en que inicialmente se lo doblaba para darle más resistencia. Se usaba el verbo cuartear para indicar la acción de ayudar con la cuarta y, por extensión, la de prestar cualquier tipo de ayuda. El Uruguay emitió un sello postal dedicado a este oficicio.
La letra comienza:

Yo soy Prudencio Navarro,

el cuarteador de Barracas.

Tengo un pingo que en el barro

cualquier carro

tira y saca. 

## Historia
Enrique Cadícamo contó en sus Memorias que había comprado un minipiano "Carlit" para ayudarse en la composición de temas y que cuando se le ocurrió probar a  escribir letras y adaptarles él mismo la música y que la primera de sus obras de esa serie fue El cuarteador, que firmó como Rosendo Luna. En una de las visitas que le hizo Troilo se lo hizo escuchar, lo entusiasmó y días después lo estrenó en Radio El Mundo y en el cabaré Tibidabo en la voz de Fiorentino con gran éxito.

## Grabaciones
La primera grabación fue para RCA Victor del 7 de septiembre de 1941 cuando Francisco Fiorentino cantó El cuarteador en la orquesta de Aníbal Troilo. Al año siguiente lo grabó para la misma discográfica la orquesta de Ángel D'Agostino cantando Ángel Vargas y
Enrique Cadícamo realizó un cortometraje, lo que actualmente se denomina videoclip, con estos artistas interpretando el tango.